# Hôpital d'instruction des armées du Val-de-Grâce
L' hôpital d'instruction des armées du Val-de-Grâce, o HIA Val-de-Grâce) è un antico ospedale militare francese situato nel V arrondissement di Parigi. Sorge sull'antico orto dell'Abbazia di Val-de-Grâce, che ancora oggi include la chiesa di Notre-Dame di Val-de-Grâce (progettata da François Mansart e realizzata da Jacques Lemercier), il museo du service de santé des armées, la biblioteca centrale del service de santé des armées, e la scuola di Val-de-Grâce, anticamente « école d'application du service de santé des armées ».

## Storia
È con la rivoluzione francese che tutta la Val-de-Grâce diventa un ospedale militare: il regolamento datato 30 Fiorile anno IV secondo il Calendario rivoluzionario francese, (19 maggio 1796) lo trasforma in un ospedale di formazione. È la nascita della scuola Val-de-Grâce. 
Il 9 agosto 1850 è fondata la École d'application de médecine militaire e porta il nome, sotto il secondo impero, di École impériale d'application de médecine et de pharmacie militaires.
Nel 1993 divenne una scuola di applicazione del servizio sanitario dell'esercito e fu il primo centro ospedaliero universitario militare francese.
Nel contesto della riduzione del bilancio del Ministero della difesa, nel 2014 sono state formulate delle riflessioni dal Ministro della difesa Jean-Yves Le Drian, riguardanti il futuro dell'ospedale. Tre ipotesi sono state evocate dal quotidiano le Monde.
La prima ipotesi, che si prospettava la più probabile, era quella di chiudere e riassegnare gli edifici ospedalieri militari. La seconda ipotesi era quella di una chiusura parziale. L'ultima ipotesi prospettata era l'assegnazione della Val-de-Grâce all'Assistance publique - Hôpitaux de Paris (AP-HP). Il 15 ottobre 2014, nell'ambito di un piano di riassetto economico del Ministero per il 2015, si è deciso il trasferimento delle attività mediche agli ospedali militari di Percy (a Clamart) e di Bégin (presso Saint-Mandé), le attività di ricerca, di formazione e le attività museali sono rimaste in loco.

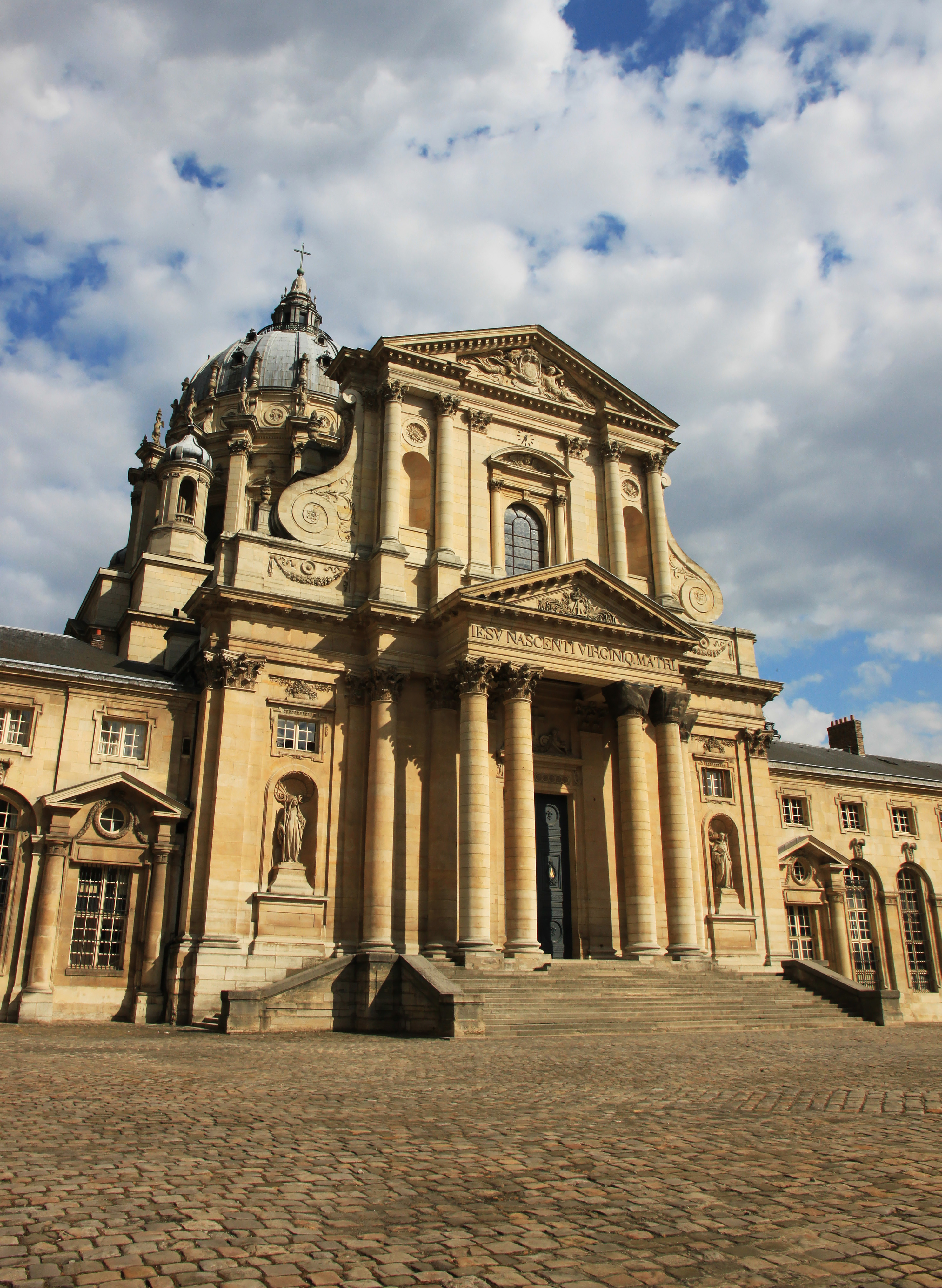
Chiesa del Val-de-Grâce.